# Odprto prvenstvo Anglije 2012
Odprto prvenstvo Anglije 2012 je teniški turnir za Grand Slam, ki je med 25. junijem in 8. julijem 2012 potekal v Londonu.

## Moški posamično
Roger Federer :  Andy Murray, 4–6, 7–5, 6–3, 6–4. 

## Ženske posamično
Serena Williams :  Agnieszka Radwańska, 6–1, 5–7, 6–2

## Moške dvojice
Jonathan Marray /  Frederik Nielsen :  Robert Lindstedt /  Horia Tecău, 4–6, 6–4, 7–6(7–5), 6–7(5–7), 6–3

## Ženske dvojice
Serena Williams /  Venus Williams :  Andrea Hlaváčková /  Lucie Hradecká, 7–5, 6–4

## Mešane dvojice
Mike Bryan /  Lisa Raymond :  Leander Paes /  Jelena Vesnina, 6–3, 5–7, 6–4